# 柔毛润楠
柔毛润楠（学名：Machilus villosa）为樟科润楠属下的一个种。

## 扩展阅读
- 維基物種上的相關：柔毛润楠